# Jean-Louis Delacharme
Jean-Louis Delacharme est un homme politique français né le 1er mai 1795 à Matour (Saône-et-Loire) et décédé le 1er octobre 1879  à Matour.
Propriétaire, maire de Chalon-sur-Saône, conseiller général de 1833 à 1848 et de 1861 à 1870, il est député de Saône-et-Loire de 1834 à 1837, siégeant au sein du tiers-parti.

## Sources
- « Jean-Louis Delacharme », dans Adolphe Robert et Gaston Cougny, Dictionnaire des parlementaires français, Edgar Bourloton, 1889-1891 [détail de l’édition]